# Camillo Orsini
Camillo Orsini (* 1492 in Rom; † 8. April 1559 ebenda) war ein italienischer Condottiere, Marchese di Lamentana und kurzzeitig Generalkapitän der Kirche.

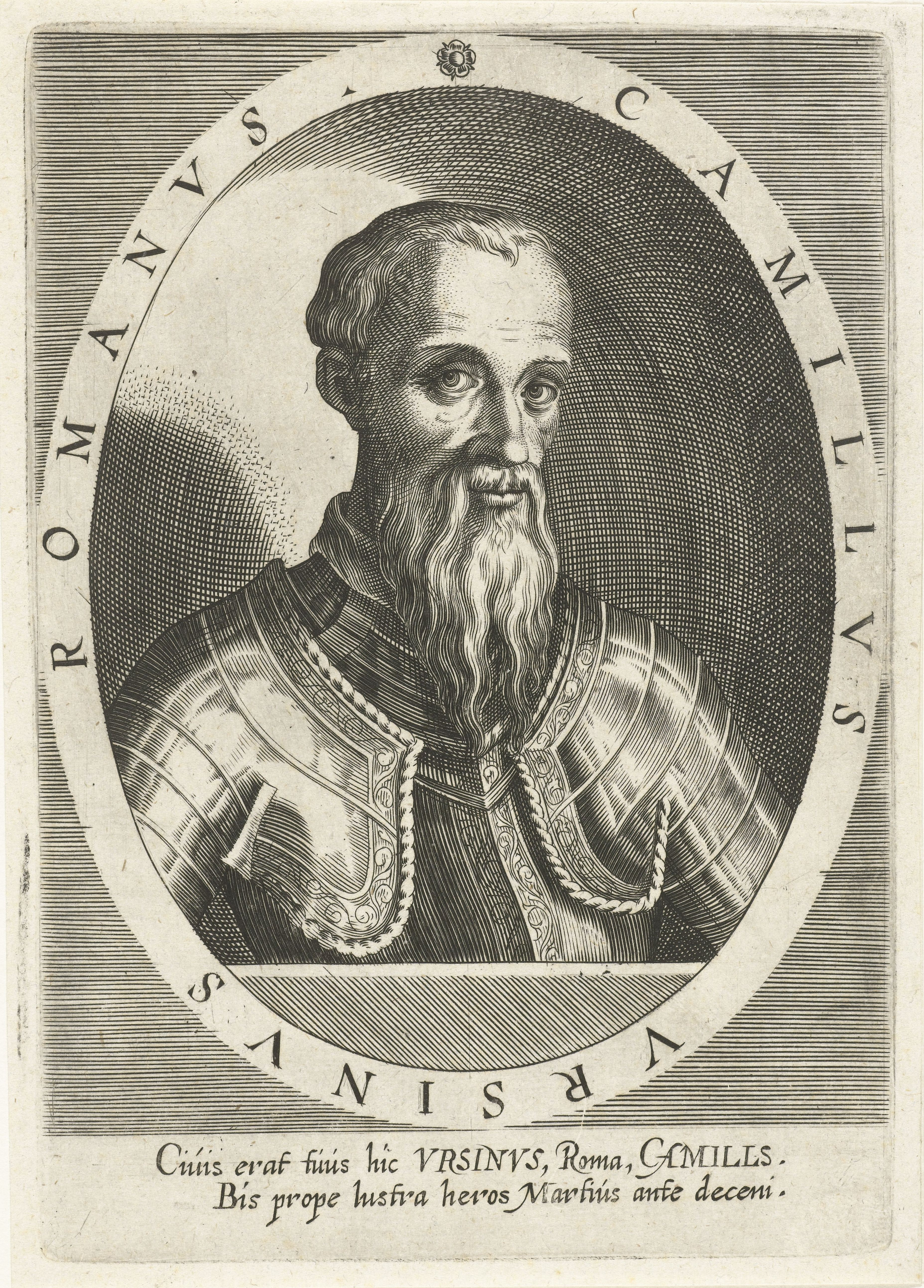
Druckgraphik mit dem Porträt von Camillo Orsini

## Biografie
Seine Eltern waren Paolo Orsini, Graf von Palombara und Condottiere des Papstsohnes Cesare Borgia, und Giulia Santacroce, aus altem stadtrömischen Adel. Camillos Vater war ein Bruder des Kardinals Giovanni Battista Orsini und des Herzogs von Gravina, Francesco Orsini, der ebenfalls als Condottiere in Diensten Cesares stand.
Nach der Erdrosselung seines Vaters und dessen Bruders Francesco am 18. Januar 1503 durch gedungene Täter Cesare Borgias, und der Vergiftung eines weiteren Bruders des Vaters, des Kardinals Giovanni Battista Orsini, am 22. Januar 1503, flüchtete Camillo Orsini nach Neapel. Dort begann er mit etwa zehn Jahren eine militärische Ausbildung und kam um 1508 in den Dienst von Bartolomeo d’Alviano, für den er in der Schlacht von Cadore gegen die Kaiserliche Armee unter Maximilian I. kämpfte.
Im Jahr 1510 kam er in den Dienst des Kirchenstaats. Dort blieb er bis zur Absetzung und Hinrichtung seines Schwiegervaters Giampaolo Baglioni durch Papst Leo X.
Von 1522 bis 1543 stand er in Diensten der Republik Venedig. Währenddessen nahm er unter anderem an der Schlacht bei Pavia teil. Vor dem Sacco di Roma konnte er rechtzeitig aus der Stadt fliehen.
Ab 1547 diente Camillo Orsini wieder dem Heiligen Stuhl. Nach der Ermordung von Pier Luigi II. Farnese wurde er kurzzeitig von Papst Paul III. zum Statthalter von Parma ernannt. Im anschließenden Krieg von Papst Julius III. mit den Farnese um das Gebiet befehligte er die päpstlichen Truppen.
Papst Paul IV. übertrug ihm das Oberkommando bei der Verteidigung Roms gegen das Königreich Neapel 1556–1557. Am 27. Januar wurde er zum Generalkapitän der Kirche ernannt, konnte dieses Amt allerdings nur kurz ausüben, da er bereits am 8. April 1559 in Rom verstarb.

### Nachkommen
Camillo Orsini hatte fünf Kinder aus den Ehen mit Brigida Orsini und Elisabetta Baglioni sowie zwei Kinder aus außerehelichen Beziehungen.
Sein Sohn Latino (ca. 1517–1584) war päpstlicher Botschafter für Papst Gregor XIII. im Senat der Republik Venedig und mit Lucrezia, der unehelichen Tochter des Kardinals Bernardo Salviati, verheiratet.